# Les noces del cel i de l'infern
Les noces del cel i de l'infern és una col·lecció de poesia en prosa escrita per William Blake (1757 – 1827) entre el 1790 i el 1793. Publicada l'any 1793, aquesta obra és especialment famosa pels proverbis (o aforismes) sobre l'infern que conté. William Butler Yeats i André Gide la donaren a conéixer al món. Quan Blake començà a escriure aquesta obra mestra d'estil lapidari, la dels Proverbis de l'infern, tenia trenta-tres anys i li costà tres anys acabar-la.

## Presentació
Aquesta obra és un dels llibres profètics del poeta, pintor i gravador britànic William Blake. És una prosa poètica influenciada per versos de la Bíblia. És una obra sarcàstica que es fa ressò de La saviesa dels àngels d'Emmanuel Swedenborg (1688 - 1772). La referència a Swedenborg es troba fins i tot en el títol d'una obra d'aquest poeta: Del cel i l'infern. L'obra de Blake està escrita seguint el que René Char anomena "conversa sobirana" dialogant amb l'obra de Swedenborg, publicada el 1787, en traducció anglesa.
Davant l'incendi de la presó de Newgate, durant els aldarulls del 1780, ell ho va elogiar. El llibertari que fou saludà amb fervor la presa de la Bastilla. Blake escriurà anys més tard el Proverbi de l'infern: "És amb les pedres de la Llei que s'han construït les presons i amb els maons de la religió, els prostíbuls.»
Per a André Gide que va traduir i reconéixer Blake des del començament del segle xx, "l'estrela Blake llueix en aquesta remota regió on brilla l'estrela Lautréamont. Llucifer radiant, els seus raigs cobreixen amb un esclat inusual els cossos miserables i gloriosos de l'home i la dona.»
Per al poeta Jean Rousselot, “a aquesta exultant vocació de contradicció, Blake li donarà una expressió enlluernadora, paradoxal i enigmàtica tot plegat en The Marriage of Heaven and Hell (Les noces del cel i de l'infern), una obra mestra de la qual provenen la majoria dels seus altres "llibres profètics", que estan lluny de tenir el seu vigor incisiu, i en què Louis Cazamian té raó en veure "un esclat d'entusiasme orgiàstic, segurament únic en la literatura anglesa fins als nostres dies". «Aquest camí infernal no seria un camí cap a la Gràcia?» pregunta Rousselot. I hi afegeix: “Aquest camí poblat d'avencs, d'animals salvatges i serps, no estava pas, en cap cas, fet per a sandàlies presbiterianes, anglicanes o romanes. De fet, William Blake donà més via lliure al seu frenesí destructiu en aquest poema que en cap altre lloc. Cap valor que no siga trepitjat, ridiculitzat, aixafat en la pols».

## Contingut de l'obra
Per a William Blake, tot rau en l'oposició de contraris. “Sense contraris no hi ha pas progrés. L'atracció i la repulsió, la raó i l'energia, l'amor i l'odi, són necessaris per a l'existència humana." Per a Emanuel Swedenborg, després de la mort del cos físic, les persones passen per un temps intermedi en el món dels esperits, des d'on poden triar anar al cel o a l'infern. És una experiència del pas al regne dels àngels i els dimonis.
Contràriament, per a Blake, d'aquest xoc de contraris no naix cap unitat intermèdia, origen de la força creadora que és la base de tot progrés veritable. Blake afirma: "D'aquests contraris sorgeixen el que les religions anomenen Bé i Mal. El Bé (diuen) és el principi passiu que se sotmet a la Raó. El mal n'és l'actiu que s'origina en l'Energia. El bé és el cel, el mal és l'infern".
Per a William Blake, Energy (ací: mal) és "l'alegria eterna". Hi diu: "1r, l'ésser humà no té pas un cos diferent de la seua ànima, perquè allò que anomenem cos és una part de l'ànima percebuda pels cinc sentits, les principals entrades a l'ànima en aquest període de la vida. 2n, l'energia és l'única vida; procedeix del cos, i la raó és el límit de l'encerclament de l'energia. 3r, l'energia és el plaer etern".
William Blake escrigué aquest llibre en oposició a una època, la de la Il·lustració, en què la noció de raó hi prevalgué arreu. Aquest profeta, audaç i rebel, defensava la virtut creadora del desig, que mai no s'ha de frenar, perquè després esdevé passiu i estèril. Diu: "Els que reprimeixen el seu desig són aquells el desig dels quals és prou feble com per ser reprimit; i l'element restrictiu o la raó usurpa aleshores el lloc del desig i governa la voluntat de qui n'abdica. I el desig reprimit a poc a poc es torna passiu fins a no ser més que l'ombra del desig".
Si, com assenyala Paul Éluard, “el poeta és més el que inspira que el que s'inspira", molt abans que les teories de Sigmund Freud i Jacques Lacan arribassen a descobrir la psicoanàlisi, Blake s'oposà, com a veritable insurgent del pensament, a totes les opinions rebudes, a totes les esglésies establertes del seu temps, i a les lleis i principis que regeixen un país. Afirmava amb vehemència la força i l'energia del desig, fins al punt de ser acusat de bogeria pels seus coetanis. El reconeixement d'aquest visionari fou pòstum: a l'estat francés a començaments del segle xx. El 22 de juny del 1944, Maurice Blanchot va escriure en Débats sobre William Blake: “Per a Blake, les coses reals que veiem han de fer lloc a les coses imaginàries que només manifesten la veritable naturalesa». Blake és i mai deixarà de ser un home de visions: un autèntic visionari.
Georges Bataille escrigué un llarg capítol en el seu Literature and Evil (La literatura i el mal) el 1957 sobre William Blake. En aquesta obra que revela la influència de Blake, Bataille diu: "La literatura és l'essencial, o res. El Mal -una forma aguda del Mal- de la qual és l'expressió, té per a nosaltres, crec, un valor sobirà.»
Per a Georges Bataille, el coratge necessari perquè l'ésser humà transgredisca la prohibició és un èxit, perquè requereix una "hipermoral». En això, és molt a prop de Blake, que rebutja la utopia de Swedenborg, així com rebutja el cristianisme tradicional. El tomba, el capgira, per a convertir-se en allò que Friedrich Nietzsche anomenà un "Dysangile". F. Piquet, reprenent Nietzsche, afegeix que és una “bona mala notícia» en el sentit que el «Mal» denunciat pels esperits angèlics és l'esplendor dels vius.
Una traducció de l'any 2008 hi aporta una nova llum. Per a Alain Suied i Gérard Pfister, (poeta i editor d'Arfuyen), “Blake no és, com volia Bataille, un poeta del mal. Ell mostra el Mal, però per a fondre’l en la contradicció universal, i demostrar que condueix a la possibilitat del Bé! […] El foc que hi brilla és el de la revolta interior, de l'aspiració a l'Absolut, la crida sense fi a la transgressió suprema i quotidiana."

## ElsProverbis de l'infern
A partir del Vé capítol de l'obra, aquests setanta aforismes revelen l'artista inspirat que fou William Blake. Segons François Piquet, “amb l'aforisme, la paràbola i l'emblema, el text enlluernador i provocador que és Les noces del cel i l'infern comunica que la regeneració de l'ésser humà es produeix amb el lliure exercici d'una exuberància que és la bellesa. Blake fou un gran lector de Dante i Milton, la Bíblia i la càbala. Aquestes lectures van nodrir i transformar la seua visió. Aquests aforismes romanen com una síntesi del seu pensament ardent i combatiu que actua la major part del temps pel principi de retorn i inversió, d'ací la seua força.

## Alguns aforismes
Només aquests adagis ocupen una part sencera i independent del llibre. Publicats amb el títol de Proverbis de l'infern, són un bon resum del punt de vista sobre la realitat que Blake presenta ací.
- “A l'ocell, el niu; a l'aranya, la teranyina; a la persona, l'amistat."
- “A qui no li lluu la cara, no esdevindrà mai estrela."
- “Els tigres de la ira són més savis que els cavalls del coneixement."
- “El camí de l'excés duu al palau de la Saviesa."[13]
- “Ulls, de foc; narius, d'aire; boca, d'aigua; barba, de terra."
- “La Prudència és una fadrina rica i lletja festejada per la incapacitat."
- “El desig no seguit d'acció genera pestilència."
- “La cultura traça camins rectes; els camins sinuosos sense benefici, però, són els del geni."
- “A l'hora de sembrar, aprén; en temps de collita, ensenya; a l'hivern, gaudeix."
- “Condueix el teu carro i l'arada sobre els ossos dels morts."
- "Llibre de comptes, vareta de mesura i bàscules: guardeu-los per als temps d'escassetat."
- “L'ocell mai no vola massa alt, perquè vola amb ales pròpies."
- “Si el ximple perseveràs en la seua bogeria, es trobaria amb la Saviesa."
- “És amb les pedres de la Llei que construïren les presons i amb els maons de la religió, els prostíbuls."
- "La guineu atrapada només culpa a la trampa."
- “L'evidència de hui, la imaginació d'ahir."
- "Estigues sempre disposat a dir la teua opinió, i el covard t'evitarà."
- "L'àguila només ha perdut el temps escoltant les lliçons del corb."
- “Només coneix la suficiència, qui primer va conéixer l'excés."
- “Si els altres no haguessen estat bojos, hauríem de ser-ho nosaltres."
- “Per a crear la flor més petita, segles hi han treballat."
- “Com l'aire a l'ocell, o la mar als peixos, el menyspreu a qui el mereix."
- “L'exuberància és bellesa!"
- "Prou, o encara més."